# Seznam textových editorů
Tohle je seznam editorů, ve kterých je možno upravovat texty.

## Grafické a textové rozhraní
Následující editory mohou být použity buď s grafickým uživatelským rozhraním nebo textovým uživatelským rozhraním.

### Výchozí
- Vim (nainstalovaný jako vi jako výchozí editor v některých Linuxových distribucích), grafická nadstavba gvim.
- Extensible Versatile Editor (EVE) (výchozí v OpenVMS).

### Svobodný software
- Aquamacs Emacs — Distribuce GNU Emacs modifikovaná, aby se chovala jako program pro Mac.
- Cream — Konfigurace Vimu, ve které je kladen důraz na jednoduchost.
- GNU Emacs/XEmacs — dva forky populárního editoru Emacs. Emacs a vi jsou převládající textové editory na Unix-like systémech.
- Jasspa MicroEmacs
- Language-Sensitive Editor (LSE) — Editor pro OpenVMS.

## Grafické rozhraní

### Výchozí
- Notepad (výchozí v Microsoft Windows)
- SimpleText (v Classic Mac OS)
- TextEdit (v Mac OS X)
- XEDIT (v VM/CMS)
- Edit (v RISC OS)
- Gedit (v GNOME)

### Svobodný software
- Acme
- Beaver
- Bluefish
- Crimson Editor
- Geany
- gedit — jednoduchý textový editor v GNOME. Ekvivalent ke KEditu z KDE.
- jEdit — multiplatformní editor v Javě. Licencovaný pod GNU GPL.
- Kate — pro KDE.
- KEdit — pro KDE.
- Kile — editor pro TeX/LaTeX.
- KWrite — pro KDE, důmyslnější než KEdit.
- Leafpad
- MadEdit — multiplatformní textový a hexadecimální editor.
- medit
- mousepad — (součást Xfce)
- NEdit
- Notepad++
- Notepad2
- PPC edit — pro Pocket PC.
- Programmer's Notepad
- Sam
- SciTE
- Scribes
- Smultron — pro Mac OS X
- TEA
- TeXnicCenter
- TextForge
- The Hessling Editor
- X11 Xedit
- Yudit

### Freeware
- HiEditor
- Arachnophilia
- BBEdit Lite
- BDV Notepad
- Bred
- ConTEXT
- Eddie — původně pro BeOS, později portován na Linux a Mac OS X.
- EDXOR
- EditPad Lite
- EmEditor Free
- Editor²
- GridinSoft Notepad Lite
- HAPedit
- Komodo Edit
- LEd — LaTeX Editor
- MAX's HTML Beauty++ 2004
- Metapad
- NotesHolder Lite
- Notepad+
- NoteTab Light
- q10
- Programmer's File Editor (PFE)
- PSPad editor
- Rainbow Editor
- roPEdit
- RPad32
- subpad
- Syn Text Editor — pro Windows.
- TED Notepad
- TeXShop — pro TeX/LaTeX.
- TextWrangler
- Win32Pad
- WhizNote

### Komerční
- Alphatk
- BBEdit
- Boxer
- CodeWright
- CopyWrite
- CRiSP
- E
- Editeur
- EditPad Pro
- EditPlus
- EmEditor
- Epsilon
- GhostClip
- GoldED
- GWD Text Editor
- Intype
- Marile Notepad
- MED
- Multi-Edit
- Notepad
- NoteTab
- PolyEdit
- Rainbow Editor
- skEdit (dříve skHTML)
- SlickEdit
- Smultron (dostupný pouze na Apple Store a podporovaný pouze systémem MacOS)
- Source Insight
- SubEthaEdit (dříve Hydra)
- Tex-Edit Plus
- TextMate
- TextPad a Wildedit
- TopStyle
- Twistpad
- The SemWare Editor (TSE) (dříve QEdit)
- UltraEdit
- Ulysses
- VEDIT
- WebDesign
- WinEdt
- Zeus IDE

## Textové rozhraní

### Výchozí
- nvi (nainstalován jako vi jako výchozí editor v BSD operačních systémech a některých Linuxových distribucích).
- vi (výchozí v Unixu) — část standardu POSIX, založen na editoru ex.
- ee (Easy Edit) — pro FreeBSD.
- ed původní výchozí editor na Unixech.
- MS-DOS Editor — pro MS-DOS od verze 5 a dále ve všech 32bitových verzí Windows.
- E byl editor v PC DOSu 7, PC DOSu 2000, a OS/2
- edlin v MS-DOSu před verzí 5, k dispozici je také v MS-DOS 5.0 a Windows NT.

### Jiné
- Diakonos
- Emacs
- Elvis
- JED
- JOE
- LE
- Nano — open source klon editoru Pico (výchozí editor v Gentoo Linuxu).
- Pico
- SETEDIT
- vile
- mcedit

## Bez uživatelského rozhraní (knihovna, toolkit)
- Scintilla
- Text Processing Utility (TPU)
- SynEdit

## Určené proASCII art
- ACiDDraw
- JavE
- PabloDraw
- Tetradraw
- TheDraw
- TundraDraw

### Editory ASCII fontů
- FIGlet
- TheDraw

## Historické

### Visuální a celoobrazovkové editory
- aee (advanced easy editor) — pro Unix.
- Edit.app — výchozí v systémech NEXTSTEP.
- Edit application — pro Classic Mac OS.
- MS-DOS Editor
- EDT – pro OpenVMS a další OS firmy Digital Equipment Corporation
- O26
- Red
- se — dřívější editor pro Unix.
- SED
- SEDT
- Source Entry Utility (SEU)
- TeachText
- TECO

### Řádkové editory
- Colossal Typewriter
- ed — (1) raný Unixový editor, (2) řádkový editor pro CP/M.
- edlin
- ex — Rozšířená verze Unixového editoru ed, později se z něj vyvinul editor vi.
- GEDIT
- sed — Neinteraktivní programovatelný textový editor pro Unix.
- TECO — Velmi pokročilý textový editor, obsahoval vlastní programovací jazyk.
- TEDIT
- QED